# Курмангу
Курмангу́ (фр. Courmangoux) — коммуна во Франции, находится в регионе Рона — Альпы. Департамент — Эн. Входит в состав кантона Треффор-Кюизья. Округ коммуны — Бурк-ан-Брес.
Код INSEE коммуны — 01127.

## География
Коммуна расположена приблизительно в 360 км к юго-востоку от Парижа, в 80 км северо-восточнее Лиона, в 18 км к северо-востоку от Бурк-ан-Бреса.
По территории коммуны протекает небольшая река Гран-Пре (фр. Grand Prés).

## Климат
Климат полуконтинентальный с холодной зимой и тёплым летом. Дожди бывают нечасто, в основном летом.

## Население
Население коммуны на 2010 год составляло 507 человек.
| 1962 | 1968 | 1975 | 1982 | 1990 | 1999 | 2010 |
| ---- | ---- | ---- | ---- | ---- | ---- | ---- |
| 395  | 354  | 296  | 310  | 327  | 360  | 507  |

## Администрация
| Период | Период | Фамилия     | Партия | Примечания |
| ------ | ------ | ----------- | ------ | ---------- |
| 1995   | 2008   | Жерар Гюре  |        |            |
| 2008   | 2020   | Мирей Морне |        |            |

## Экономика
В 2010 году среди 313 человек трудоспособного возраста (15—64 лет) 239 были экономически активными, 74 — неактивными (показатель активности — 76,4 %, в 1999 году было 70,8 %). Из 239 активных жителей работали 227 человек (128 мужчин и 99 женщин), безработных было 12 (6 мужчин и 6 женщин). Среди 74 неактивных 16 человек были учениками или студентами, 34 — пенсионерами, 24 были неактивными по другим причинам.

## Фотогалерея
- Церковь
- Мэрия
- «Камень памяти»
- Карта коммуны